# Dacrymyces cupularis
Dacrymyces cupularis är en svampart som beskrevs av Lloyd 1923. Dacrymyces cupularis ingår i släktet Dacrymyces och familjen Dacrymycetaceae.   Inga underarter finns listade i Catalogue of Life.